# العشة (جبلة)

تعديل مصدري - تعديل

العشة محلة تابعة لقرية الضباري، التابعة لعزلة انامر اعلى بمديرية جبلة إحدى مديريات محافظة إب في الجمهورية اليمنية، بلغ تعداد سكانها 284 حسب تعداد اليمن لعام 2004.